# Brief der Vierzig

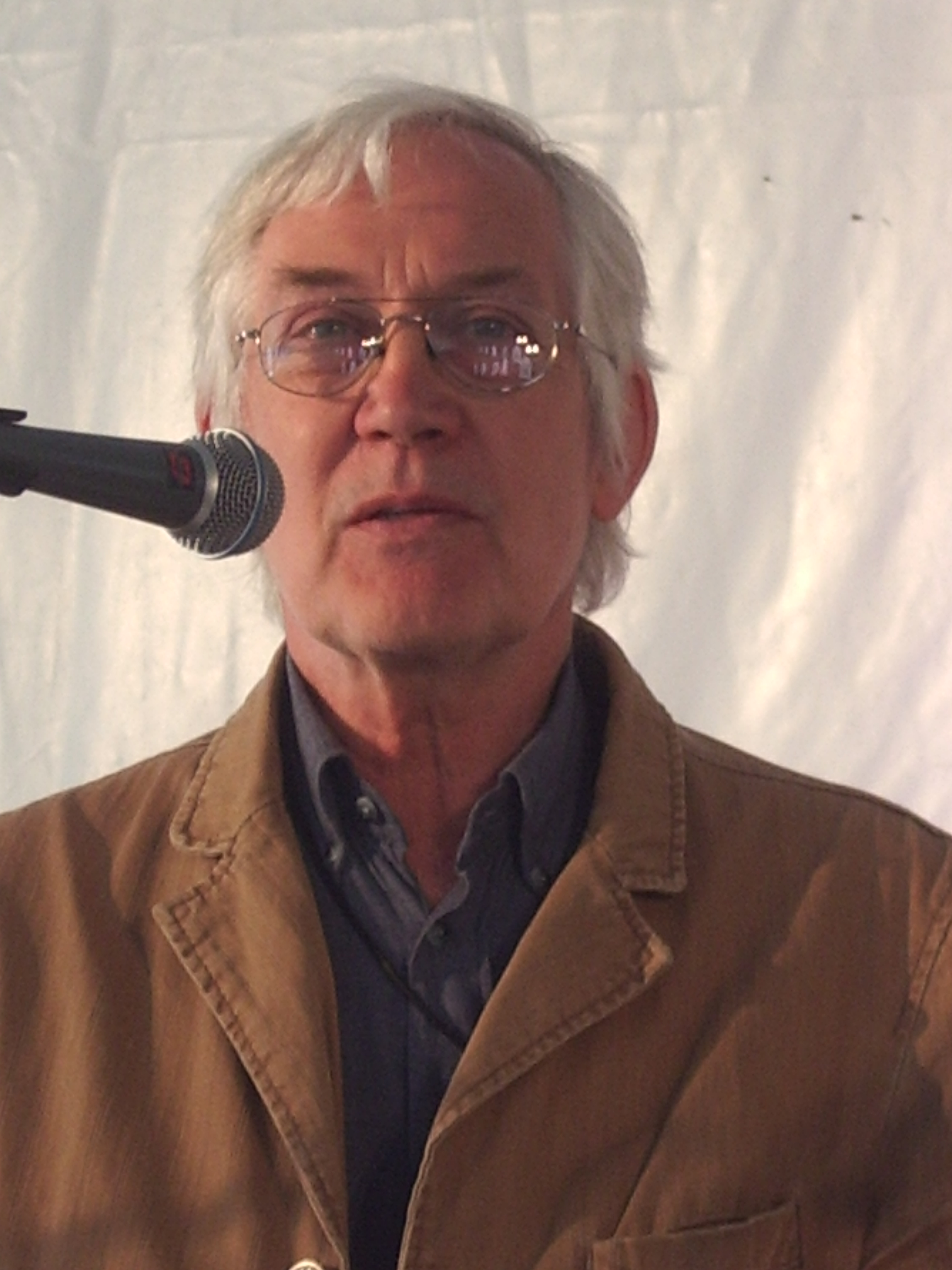
Jaan Kaplinski, der Hauptinitiator des „Briefs der Vierzig“ (hier in einer Aufnahme von 2009)

Der Brief der Vierzig (estnisch Neljakümne kiri) war ein öffentliches Schreiben von vierzig estnischen Intellektuellen vom Herbst 1980. Sie forderten darin von den sowjetischen Behörden die Respektierung der estnischen Sprache und Kultur sowie ein Ende der Russifizierung Estlands.

## Sowjetische Besetzung
Die Rote Armee hatte infolge des Molotow-Ribbentrop-Pakts im Zweiten Weltkrieg Estland besetzt und als Estnische SSR der Sowjetunion einverleibt. Wie überall in der Sowjetunion folgte ein Umbau des Staats- und Gesellschaftssystems nach sowjetischem Vorbild. Stalin ließ einen Großteil der bürgerlichen und intellektuellen Elite Estlands nach Sibirien deportieren.
Die sowjetische Politik zielte in der Folgezeit auf eine zunehmende Russifizierung Estlands. Zu diesem Zweck wurden russische, ukrainische und weißrussische Arbeiter aus anderen Teilen der Sowjetunion in Estland angesiedelt. Nach der offiziellen Bevölkerungsstatistik 1941 waren in Estland 1941 insgesamt 90,8 % der Bevölkerung Esten und 7,3 % Russen. Nach den veröffentlichten Zahlen der sowjetischen Volkszählung von 1979 waren es 64,7 % Esten und 30,3 % Russen.
Die sowjetischen Behörden forcierten in den 1970er Jahren auf Geheiß Breschnews eine Dominanz des Russischen innerhalb der Estnischen SSR. Die Spannungen zwischen der estnischsprachigen Bevölkerung und den russischsprachigen Zuwanderern spitzten sich weiter zu. Die estnische Sprache wurde durch die Politik des im Januar 1980 ernannten Chefideologen im Zentralkomitee der Kommunistischen Partei Estlands (EKP), Rein Ristlaan, im öffentlichen Leben immer weiter zu Gunsten des Russischen zurückgedrängt. Der Festakt zum 40-jährigen Bestehen der EKP fand rein in russischer Sprache statt.
Im Sommer 1980 entließen die sowjetischen Behörden den estnischen Bildungsminister Ferdinand Eisen und setzten die Russin Elsa Gretškina als seine Nachfolgerin ein. Sie wurde mit ihrer streng linientreuen Politik zu einem Feindbild vieler estnischer Schüler. Der sowjetische Afghanistan-Krieg, für den auch estnische Wehrpflichtige an die Front geschickt wurden, trug ab 1980 zur weiteren Unzufriedenheit bei den estnischen Jugendlichen bei. Erstmals kam es am 17. Mai 1980 nach einer Filmvorführung in Pärnu zu spontanen Jugendprotesten. Die etwa fünfzig Teilnehmer riefen sowjetfeindliche Parolen.
Im September 1980 eskalierte die Situation. Das kurzfristige Aufführungsverbot gegen die regimekritische estnische Punk-Rock-Band Propeller um Peeter Volkonski am 22. September 1980 am Rande eines Fußballspiels im Dünamo-Stadion führte zu Ausschreitungen von 200 bis 500 Jugendlichen in Tallinn. Zahlreiche Jugendliche wurden anschließend von der Schule verwiesen oder vorläufig festgenommen. In den Schulen formierten sich im Gegenzug Solidaritätsgruppen mit den Festgenommenen. Sie forderten zu Demonstrationen am 1. Oktober auf.
Die folgenden Jugendproteste Anfang Oktober 1980 in Tallinn, Tartu und Pärnu wandten sich vor allem gegen die Russifizierungspolitik der sowjetischen Behörden. Die ca. 5.000 jugendlichen Teilnehmer an den Protesten wurden von der sowjetestnischen Staatsanwaltschaft als „Hooligans“ verfolgt. Zahlreiche Jugendliche wurden von der Polizei und vom KGB vorläufig festgenommen, verprügelt oder eingeschüchtert. In Tartu und Tallinn kam es auch zu Arbeitsniederlegungen, den ersten in der Estnischen SSR. Durch wirtschaftliche Verbesserungen in den Betrieben gelang es den sowjetischen Behörden, die Arbeitsniederlegungen unter Kontrolle zu bringen. Die sowjet-estnischen Organe fürchteten vor allem Entwicklungen wie nach den August-Streiks 1980 in Polen.

## „Brief der Vierzig“
Die Protestbewegung beeindruckte auch die estnischen Intellektuellen. Im Herbst 1980 unterzeichneten vierzig estnische Intellektuelle einen „Offenen Brief aus der Estnischen SSR“ (Avalik kiri Eesti NSV-st). Der offene Brief wurde später im Volksmund „Brief der Vierzig“ genannt. Er trägt das Datum vom 28. Oktober 1980.
Das Schreiben der estnischen Intellektuellen war an die sowjetischen Zeitungen Prawda, Rahva Hääl und Sovetskaja Estonija gerichtet. Eine öffentliche Reaktion der drei Zeitungen blieb erwartungsgemäß aus.
In dem Text prangern die Verfasser die fehlende Meinungsfreiheit in Estland an. Sie bringen ihre Sorge darüber zum Ausdruck, dass die Esten zu einem Minderheitenvolk im eigenen Land gemacht werden. Die estnische Sprache werde überall zu Gunsten des Russischen zurückgedrängt. Die sowjetischen Behörden propagierten in aggressiver Weise den Gebrauch der russischen Sprache in Kindergärten und Schulen. Die staatlich gepriesene Zweisprachigkeit richte sich aber nur an die estnischsprachige Bevölkerung. Zu führenden Persönlichkeiten werden Personen berufen, die keine Kenntnisse oder Neigung zur estnischen Sprache oder Kultur haben. Menschen, die jahrelang in Estland leben, ohne die estnische Sprache oder Kultur zu achten, beleidigten die Menschenwürde der Esten. Jeder Bewohner der Estnischen SSR müsse das Recht haben, sich mündlich und schriftlich der estnischen Sprache bedienen zu dürfen. Dieses Prinzip sollte gesetzlich festgeschrieben werden. Die autochthone estnische Bevölkerung muss immer das entscheidende Wort über die Zukunft ihres Landes und des Volkes haben. Die sowjetische Industrialisierung nehme keine Rücksicht auf Belange des Umweltschutzes.
Der Brief wurde von den sowjetischen und sowjet-estnischen Behörden in der Öffentlichkeit totgeschwiegen. Er erschien in gedruckter Form erstmals am 10. Dezember 1980 in der in Stockholm erscheinenden estnischen Exil-Zeitung Eesti Päevaleht. Einen Tag später wurde er von der estnischsprachigen Redaktion von Radio Free Europe verlesen. Später erschienen auch Übersetzungen in andere Sprachen. In Estland verbreitete sich der Brief als Samisdat. In Estland wurde der Brief erst 1988 unter Gorbatschow im Zeichen von Glasnost und Perestroika abgedruckt.
Im November 1980 unternahm die sowjetestnische Führung Gegenmaßnahmen gegen die Unterzeichner des Briefs. Diese wurden an der Arbeitsstätte zu „Gesprächen“ eingeladen oder durch den KGB oder die Staatsanwaltschaft verhört. Bei dem mutmaßlichen Haupturheber des Brief, Jaan Kaplinski, fand eine Hausdurchsuchung statt. Vier Unterzeichnern wurde der Arbeitsplatz entzogen. Die Behörden übten erheblichen Druck aus, um die Unterzeichner zur Rücknahme ihrer Unterschrift zu bewegen. Um ihr Leben mussten die Unterzeichner allerdings nicht fürchten.
Der „Brief der Vierzig“ war Ausdruck einer tiefsitzenden Unzufriedenheit der Esten mit dem sowjetischen Machtapparat. Er war gleichzeitig ein öffentliches Warnsignal, dass selbst Intellektuelle, die nicht in Fundamentalopposition zur Estnischen SSR standen, mit der sowjetischen und sowjet-estnischen Führung nicht mehr einverstanden waren.
Die Wirkungen des Briefes blieben begrenzt. Die Stagnationszeit in der Estnischen SSR setzte sich fort. Erst mit den Liberalisierungsschritten Gorbatschows ergab sich aber die Chance, wieder öffentlich für liberale Reformen einzutreten.

## Unterzeichner
Der „Brief der Vierzig“ wurde unterzeichnet von Priit Aimla, Kaur Alttoa, Madis Aruja, Lehte Hainsalu, Mati Hint, Fred Jüssi, Aira Kaal, Maie Kalda, Tõnu Kaljuste, Toomas Kall, Jaan Kaplinski, Peet Kask, Heino Kiik, Jaan Klõšeiko, Kersti Kreismann, Alar Laats, Aare Laht, Andres Langemets, Marju Lauristin, Peeter Lorents, Vello Lõugas, Endel Nirk, Lembit Peterson, Arno Pukk, Rein Põllumaa, Paul-Eerik Rummo, Rein Ruutsoo, Tõnis Rätsep, Ita Saks, Aavo Sirk, Mati Sirkel, Jaan Tamm, Rein Tamsalu, Andres Tarand, Lehte Tavel, Peeter Tulviste, Aarne Üksküla, Mati Unt, Arvo Valton und Juhan Viiding.
Einige namhafte estnische Intellektuelle zählen auffallend nicht zu den Unterzeichnern des Briefs, unter anderem der bedeutendste estnische Schriftsteller Jaan Kross sowie der Filmemacher und spätere Staatspräsident der Republik Estland Lennart Meri.